# Angie Abdalla
Angie Abdalla (em árabe egípcio:  إنجي عبد الله) é uma atriz e modelo egípcia. Ela coroou Miss Egito em 1999.
Abdalla mudou-se para atuação e apresentação. Ela participou de vários filmes egípcios e séries de TV.
Ela é casada com Alper Bosuter, um encarregado de negócios turco no Cairo.